# Савичский сельсовет
Савичский сельсовет — административная единица на территории Калинковичского района Гомельской области Республики Беларусь. Административный центр — агрогородок Савичи.

## Состав
Савичский сельсовет включает 7 населённых пунктов:
- Дубняки — деревня.
- Капличский Воротын — деревня.
- Михайловское — деревня.
- Перетрутовский Воротын — агрогородок.
- Савичи — агрогородок.
- Староселье — деревня.
- Тремец — деревня.